# Tricyphona bicollis
Tricyphona (Tricyphona) bicollis là một loài ruồi trong họ Pediciidae. Chúng phân bố ở vùng Indomalaya.